# Adrienne Yabouza
Adrienne Yabouza, née en 1965, est une romancière de la République centrafricaine. Elle a écrit plusieurs romans et un livre pour enfants, pour partie en collaboration avec l'écrivain français Yves Pinguilly.

## Biographie
Adrienne Yabouza, née en 1965, a des origines Yakoma. Elle commence à écrire, quand elle doit fuir la guerre civile en République centrafricaine et gagner la République du Congo. À partir de là, elle migre en France, où elle demande l'asile politique. Elle n'a jamais bénéficié d'études en enseignement supérieur. Revenue en son pays natal, elle continue à s'élever contre la violence politique, y compris lors du coup d'état de 2013, qui la conduit à s'exiler à nouveau.
Elle tient pendant plusieurs années un salon de coiffure dans Bangui, et occupe de nombreux autres emplois tout au long de son parcours, vivant à  Lakouanga, un  quartier de Bangui. Elle écrit en français, et parle également le sango, le lingala et le yakoma. Outre des romans, sa bibliographie comporte  une nouvelle publiée sous pseudonyme, et des titres jeunesse,. Son travail porte sur les difficultés que rencontrent les femmes en République centrafricaine, et ses récits sont issus en partie de son parcours personnel, et de ce qu'elle a entendu dans son quartier et dans son salon, des endroits dans lesquels les femmes se sentent libres de parler entre eux. Pour autant, elle insiste sur la part de fiction. Parmi ses influences, elle cite Mariama Bâ et Ousmane Sembène. Elle a cinq enfants, et est grand-mère. Elle a élevé ses enfants seule, en tant que veuve.

## Principales publications
- La Défaite des mères, roman, 2008 (avec Yves Pinguilly)
- Bangui... allowi, roman, 2009 (avec Yves Pinguilly)
- Le Bleu du ciel biani biani, roman, 2010 (avec Yves Pinguilly)
- Coup d'État, roman (publié sous le pseudonyme d'Auguste Komelo Nikodro), 2010
- La Maltraite des veuves, roman, 2013[1]
- Comme des oiseaux, livre pour enfants, 2015
- Co-épouses et co-veuves, roman, 2015[6]
- L’Histoire du chasseur, livre pour enfants (en collaboration avec Antoine Guillopé), 2017[6]
- La Patience du baobab, éditions de l'Aube, 2018
- La pluie lave le ciel, éditions de l'Aube, 2019